# Leucospis rileyi
Leucospis rileyi är en stekelart som beskrevs av August Schletterer 1890. Leucospis rileyi ingår i släktet Leucospis och familjen Leucospidae.
Artens utbredningsområde är:
- El Salvador.
- Honduras.

Inga underarter finns listade i Catalogue of Life.